# Yuri Andrujovich

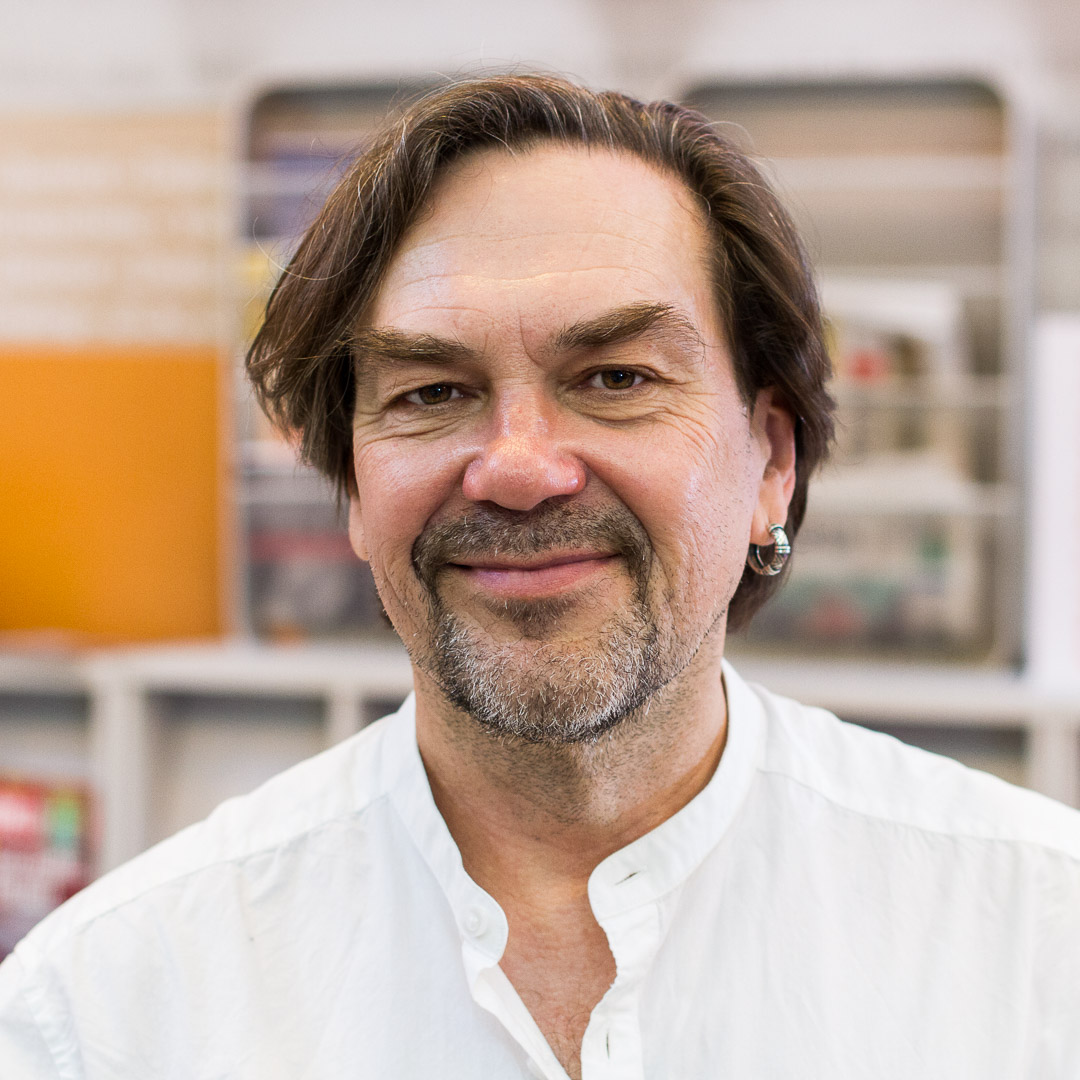
Yuri Andrujóvich, 2015

Yuri Andrujóvich (ucraniano: Ю́рій І́горович Андрухо́вич; Stanislav, 13 de marzo de 1960, ) es un escritor ucraniano, periodista y traductor, que se ha destacado por sus novelas, poemas y ensayos. 

## Biografía
Estudió periodismo en el Instituto de Poligrafía de Ucrania en Leópolis, donde se diplomó en 1982; posteriormente terminó también los Cursos Superiores Literarios del Instituto de Literatura Maksim Gorki de Moscú (1991). 
Hizo el servicio militar en el ejército soviético en 1983-84 y esa experiencia fue reflejada más tarde en sus cuentos.
Comenzó su carrera literaria con poesías que aparecieron en diversas revistas y el primer libro que publicó fue un poemario —Cielo y nubes—, en 1985. Ese mismo año cofunda, con los escritores Víctor Neborak y Oleksandr Irvanets, el grupo poético BuBaBu —cuyas siglas están tomadas de las primeras sílabas de las palabras ucranianas para "Bufonería", "Farsa" y "Burlesco"—, del que es considerado patriarca. En 1987 salió su primer libro de narrativa, una recopilaciónn de cuentos, y en 1992 publicó su primera novela.
Aunque promotor de la lengua e identidad ucraniana, no se le suele considerar dentro de los nacionalistas. En entrevistas, ha proclamado que respeta tanto el ruso como el ucraniano en su país y se ha autotraducido al ruso.
Fue vicepresidente de la Asociación de Escritores Ucranianos desde su fundación en 1997  —como alternativa a la Unión de Escritores de Ucrania, de tradición soviética— hasta el año 2000.
Sus obras han sido traducidas a numerosos idiomas y ha sido la editorial Acantilado la que las ha dado a conocer en español.

## Obras
- Небо і площі, poemario, 1985 (Cielo y nubes)
- Зліва, де серце, cuentos, 1987 (A la izquierda, donde está el corazón)
- Середмістя, poemario, 1989 (El centro de la ciudad)
- Екзотичні птахи і рослини, poemario, 1991 (Aves y plantas exóticas)
- Рекреації, novela, 1992 (Recreaciones)
- Московіада, novela, 1993 (Moscoviada)
- Перверзія, novela, 1996 (Perversión)
- Екзотичні птахи і рослини з додатком «Індія»: Колекція віршів, poemario, 1997 (Aves y plantas exóticas con el añadido de India: colección de poemas)
- Дезорієнтація на місцевості, ensayos, 1999 (Desorientación de lugar)
- Моя Європа, ensayo, 2000 (Mi Esuropa)
- Центрально-східна ревізія, ensayos, 2000 (Revisión central-europea)
- Дванадцять обручів, novela, 2003 (Doce anillos)
- Пісні для мертвого півня, poemario, 2004 (Cantos para el gallo muerto)
- Диявол ховається в сирі, ensayos, 2006 (El diablo se esconde en el queso)
- Таємниця. Замість роману, novela, 2007 (Misterio. En lugar de una novela)

## Traducciones
Ha traducido a Shakespeare y a autores alemanes, estadounidenses y rusos. 
Ha traducido del polaco, entre otros, la poesía de Czesław Miłosz, así como a los escritores Tadeusz Konwicki y Bruno Schulz.

## Obra traducida an español
- Recreaciones, novela, Acantilado, trad: Olga Korobenko, 2007. ISBN 978-84-96834-19-4
- Mi Europa, ensayo, Acantilado, 2005, trad: Iury Lech. El libro contiene dos textos, uno de Andrujóvich y el otro del polaco Andrzej Stasiuk. ISBN 978-84-96136-94-6
- Doce anillos, novela, Acantilado, 2007, trad: Oksana Gollyak y Frederic Guerrero Solé. ISBN 978-84-96834-18-7
- El último territorio, ensayos, Acantilado, 2006, trad: Iury Lech. ISBN 978-84-96489-65-3
- Moscoviada, novela, Acantilado, 2010; trad: Oksana Gollyak y Frederic Guerrero Solé. ISBN 978-84-92649-81-5

## Premios y distinciones
- Premio Blahovist 1993
- Premio de la Fundación Helen Shcherban-Lapika 1996 (junto con todo otro poetas del grupo BuBaBu y a Oksana Zabuzhko)
- Premio de la revista literaria Suchasnist 1997
- Premio Lesia & Petró Kovalev 1998
- Premio Herder  2001
- Premio de la Paz Erich Maria Remarque 2005
- Premio Angelus de Literatura Centroeuropea 2006 (Polonia) por Doce anillos
- Premio al Acercamiento Europeo 2006 (Leipzig) por Doce anillos